# Stephanoderes
Stephanoderes är ett släkte av skalbaggar. Stephanoderes ingår i familjen vivlar.

## Dottertaxa tillStephanoderes, i alfabetisk ordning[1]
- Stephanoderes abruptus
- Stephanoderes adscitus
- Stephanoderes africanus
- Stephanoderes agnatus
- Stephanoderes albipilis
- Stephanoderes alter
- Stephanoderes alternatus
- Stephanoderes alutaceus
- Stephanoderes amakusanus
- Stephanoderes amazonicus
- Stephanoderes ampliatus
- Stephanoderes andersoni
- Stephanoderes approximatus
- Stephanoderes arundinis
- Stephanoderes asperatus
- Stephanoderes asperulus
- Stephanoderes ater
- Stephanoderes aterrimus
- Stephanoderes atratus
- Stephanoderes attenuatus
- Stephanoderes bakeri
- Stephanoderes baloghi
- Stephanoderes bambesanus
- Stephanoderes bananensis
- Stephanoderes biseriatus
- Stephanoderes bituberculatus
- Stephanoderes bolivianus
- Stephanoderes brasiliensis
- Stephanoderes brevicollis
- Stephanoderes brevis
- Stephanoderes brunneicollis
- Stephanoderes brunneipes
- Stephanoderes brunneus
- Stephanoderes buscki
- Stephanoderes camerunus
- Stephanoderes carbonarius
- Stephanoderes cassiae
- Stephanoderes castaneus
- Stephanoderes chapuisii
- Stephanoderes coffeae
- Stephanoderes colae
- Stephanoderes communis
- Stephanoderes confusus
- Stephanoderes congonus
- Stephanoderes cooki
- Stephanoderes coriaceus
- Stephanoderes costatus
- Stephanoderes cubensis
- Stephanoderes cylindraceus
- Stephanoderes cylindricus
- Stephanoderes darwinensis
- Stephanoderes depressus
- Stephanoderes differens
- Stephanoderes dimorphus
- Stephanoderes discedens
- Stephanoderes dispar
- Stephanoderes dorsosignatus
- Stephanoderes ehlersi
- Stephanoderes elaphas
- Stephanoderes elongatus
- Stephanoderes emmi
- Stephanoderes erythrinae
- Stephanoderes euphorbiae
- Stephanoderes evonymi
- Stephanoderes fallax
- Stephanoderes ferrugineus
- Stephanoderes ficus
- Stephanoderes fiebrigi
- Stephanoderes flavescens
- Stephanoderes flavicollis
- Stephanoderes floridensis
- Stephanoderes frontalis
- Stephanoderes fungicola
- Stephanoderes fuscicollis
- Stephanoderes garciae
- Stephanoderes georgiae
- Stephanoderes germari
- Stephanoderes glabellus
- Stephanoderes glabratus
- Stephanoderes glabripennis
- Stephanoderes gossypii
- Stephanoderes gracilis
- Stephanoderes guatemalensis
- Stephanoderes hawaiiensis
- Stephanoderes heveae
- Stephanoderes hirsutus
- Stephanoderes hispidus
- Stephanoderes hivaoea
- Stephanoderes incognitus
- Stephanoderes ingens
- Stephanoderes interpunctus
- Stephanoderes intersetosus
- Stephanoderes interstitialis
- Stephanoderes intricatus
- Stephanoderes ituriensis
- Stephanoderes javanus
- Stephanoderes kalshoveni
- Stephanoderes lamuensis
- Stephanoderes largipennis
- Stephanoderes lebronneci
- Stephanoderes lecontei
- Stephanoderes lefevrei
- Stephanoderes liberiensis
- Stephanoderes lineatus
- Stephanoderes liquidambarae
- Stephanoderes longipennis
- Stephanoderes lucasi
- Stephanoderes macrolobii
- Stephanoderes magnus
- Stephanoderes mallyi
- Stephanoderes malus
- Stephanoderes marshalli
- Stephanoderes martiniquensis
- Stephanoderes mateui
- Stephanoderes micans
- Stephanoderes minutus
- Stephanoderes mkulumusius
- Stephanoderes morigerus
- Stephanoderes morio
- Stephanoderes moschatae
- Stephanoderes mulongensis
- Stephanoderes multidentatulus
- Stephanoderes multidentatus
- Stephanoderes multipunctatus
- Stephanoderes muticus
- Stephanoderes myrmedon
- Stephanoderes nanulus
- Stephanoderes natalensis
- Stephanoderes nibarani
- Stephanoderes niger
- Stephanoderes nigropiceus
- Stephanoderes nitidifrons
- Stephanoderes nitidipennis
- Stephanoderes nitidulus
- Stephanoderes notatus
- Stephanoderes obesus
- Stephanoderes obliquus
- Stephanoderes obscurus
- Stephanoderes occidentalis
- Stephanoderes opacifrons
- Stephanoderes opacipennis
- Stephanoderes opacus
- Stephanoderes pacificus
- Stephanoderes paraguayensis
- Stephanoderes parallelus
- Stephanoderes pecanis
- Stephanoderes perappositus
- Stephanoderes perhispidus
- Stephanoderes perkinsi
- Stephanoderes perpunctatus
- Stephanoderes philippinensis
- Stephanoderes pini
- Stephanoderes pistor
- Stephanoderes plumeriae
- Stephanoderes polyphagus
- Stephanoderes praecellens
- Stephanoderes prosper
- Stephanoderes psidii
- Stephanoderes pubescens
- Stephanoderes pubipennis
- Stephanoderes pulverulentus
- Stephanoderes punctatus
- Stephanoderes puncticollis
- Stephanoderes pygmaeus
- Stephanoderes quadridentatus
- Stephanoderes quercus
- Stephanoderes rotundicollis
- Stephanoderes rufescens
- Stephanoderes rugifer
- Stephanoderes salicis
- Stephanoderes sassaensis
- Stephanoderes sculpturatus
- Stephanoderes scutiae
- Stephanoderes seriatus
- Stephanoderes similis
- Stephanoderes simoni
- Stephanoderes sobrinus
- Stephanoderes socialis
- Stephanoderes solitarius
- Stephanoderes soltaui
- Stephanoderes soussouensis
- Stephanoderes sparsedentatus
- Stephanoderes spinicollis
- Stephanoderes squamosus
- Stephanoderes sterculiae
- Stephanoderes stigmosus
- Stephanoderes styrax
- Stephanoderes subacuminatus
- Stephanoderes subagnatus
- Stephanoderes subconcentralis
- Stephanoderes subcylindricus
- Stephanoderes subopacicollis
- Stephanoderes subopacus
- Stephanoderes subvestitus
- Stephanoderes sundaensis
- Stephanoderes taihokuensis
- Stephanoderes tamarindi
- Stephanoderes teteforti
- Stephanoderes texanus
- Stephanoderes theobromae
- Stephanoderes tigrensis
- Stephanoderes transatlanticus
- Stephanoderes tridentatus
- Stephanoderes trinitatis
- Stephanoderes tristis
- Stephanoderes tuberosus
- Stephanoderes tungamwansolus
- Stephanoderes unicolor
- Stephanoderes uniseriatus
- Stephanoderes uter
- Stephanoderes winkleri
- Stephanoderes virentis
- Stephanoderes vulgaris
- Stephanoderes xanthophloeae
- Stephanoderes zeae